# Hegyi szitakötő
A hegyi szitakötő (Cordulegaster bidentata) hegyi erdők forrásainál, patakjainál előforduló, Dél- és Közép-Európában elterjedt, ritka szitakötőfaj.

## Megjelenése
Feltűnően nagy szitakötő, testhossza elérheti a 80 mm-t (ebből a potroh 52–63 mm), szárnyfesztávolsága a 90–105 mm-t. Egész teste sárga-fekete mintás. A potroh fekete alapján egyesével elhelyezkedő keskeny sárga gyűrűk láthatóak. A tor oldalán három-három ferde sárga sáv található. Sárga homlokán egy vízszintes, a homlok széleit el nem érő, fekete csík helyezkedik el. Tarkóháromszöge (az összeérő szemek mögött a fej hátsó részén) fekete. Szárnyjegye szintén fekete. A nőstények valamivel nagyobbak a hímeknél és potrohuk végén hosszú, fekete tojócső figyelhető meg.
A Szicílián élő alfaj, a C. bidentata sicilica sárga mintázata kiterjedtebb.
Nagyon hasonlít hozzá a kétcsíkos hegyiszitakötő (Cordulegaster heros), amitől csak megfogva lehet megkülönböztetni a tormintázat apró részletei, a potrohfüggelékek állása és a szárny érmintázata alapján. Élőhelyük nagyrészt elkülönül az országon belül, de a Bakonyban együtt is előfordulnak.

## Elterjedése
Közép- és Dél-Európa hegyvidékeinek lakója. Nyugaton a Pireneusokig, keleten Kárpátaljáig terjed élettere. Magyarországon a Kőszegi-hegységből, az Északi-középhegységből és a Bakonyból ismert. 

## Életmódja
A hegyi szitakötő lárvája erdős hegyvidékek forrásaiban, patakjainak felső folyásán él, ahol a víz a kiszélesedő kisebb teknőkben viszonylag lassú áramlású. Előnyben részesíti a mészben gazdag vizeket és mésztufa-forrásokat. A lárva magyar viszonyok között öt, melegebb éghajlaton 4-5 évig fejlődik. Az imágók nem vándorolnak messze kikelésük helyétől. Május végétől június végéig repül.

## Természetvédelmi helyzete
Bár nagy területen elterjedt, specializált élőhelye miatt előfordulása ritka. Elsősorban az erdőművelés, az élőhelyeit tönkretevő erdészeti gépek és a fokozódó vízhasználat miatt csökkenő vízszint fenyegetik. Rosszul viseli a savas esők vagy a fenyőtelepítés miatti vízsavanyodást. Délen a melegedő éghajlat miatt a patakok kiszáradása is veszélyt jelent számára, mert azt nem tolerálja. Dél-Franciaországban és Görögországban több helyi populációja kipusztult a vízhiány következtében.  
A Természetvédelmi Világszövetség Vörös listáján mérsékelten fenyegetett státuszt kapott. Magyarországon védett, természetvédelmi értéke 100 000 Ft.

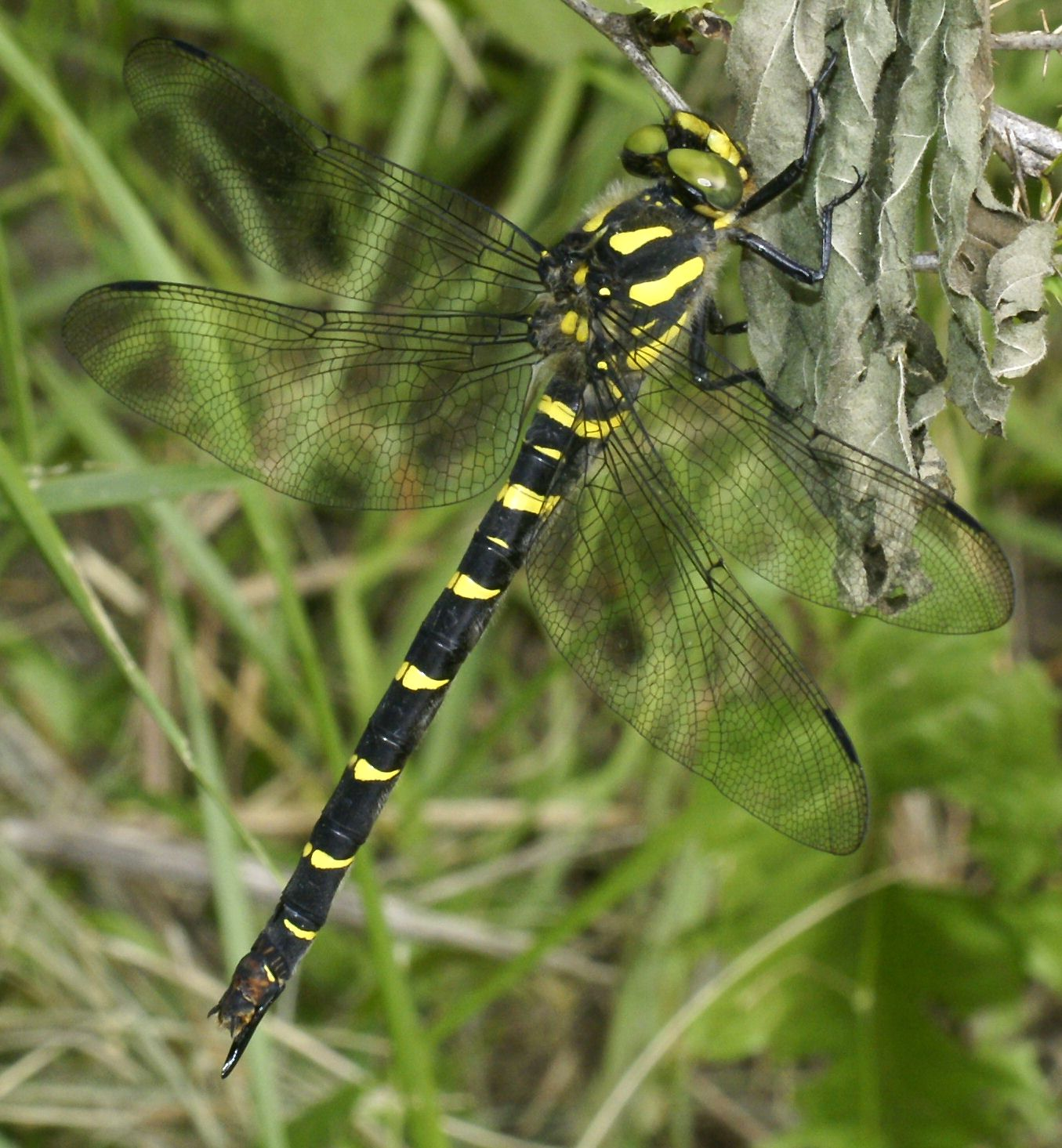
Nőstény hegyi szitakötő
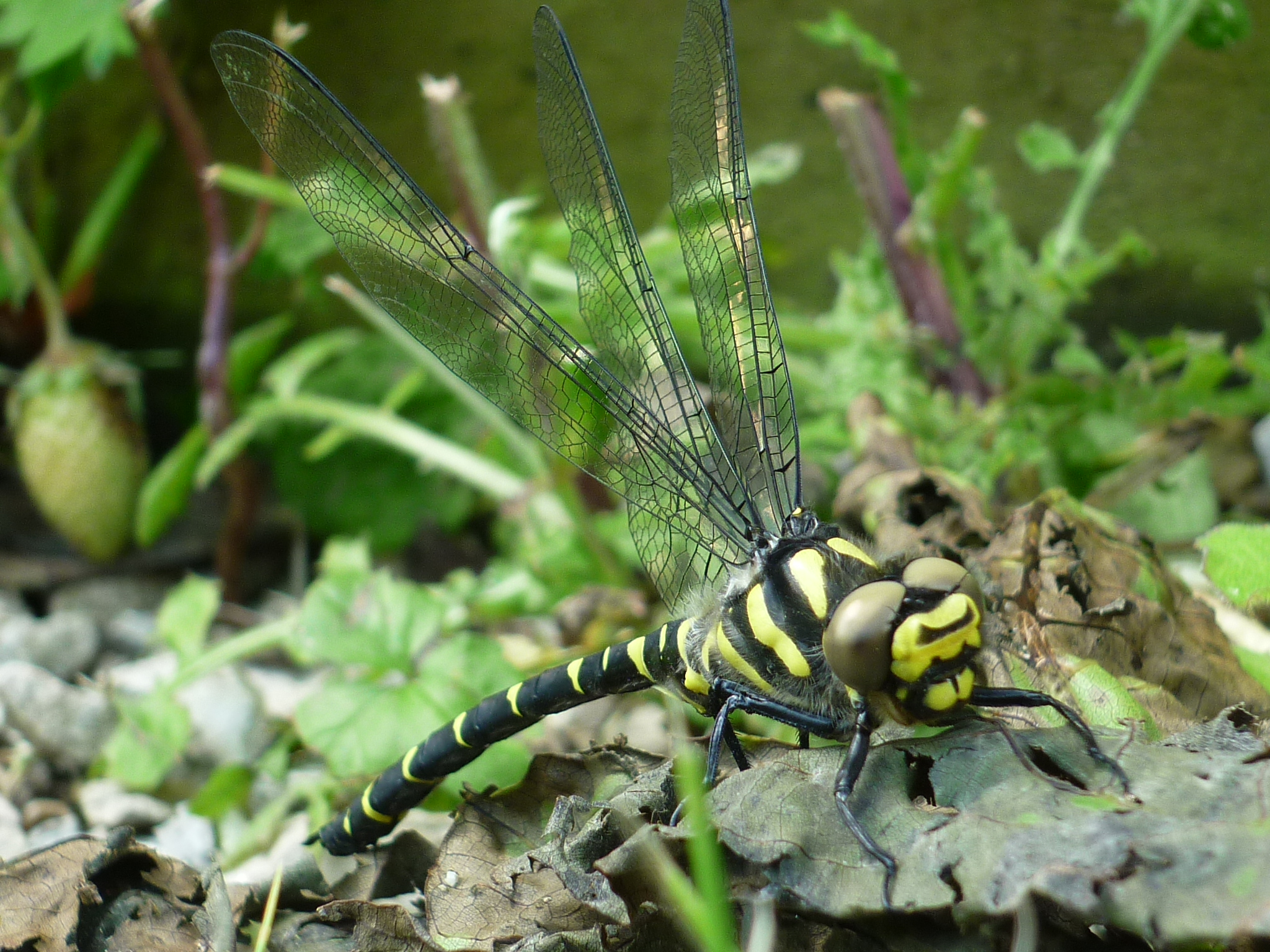
Szemből
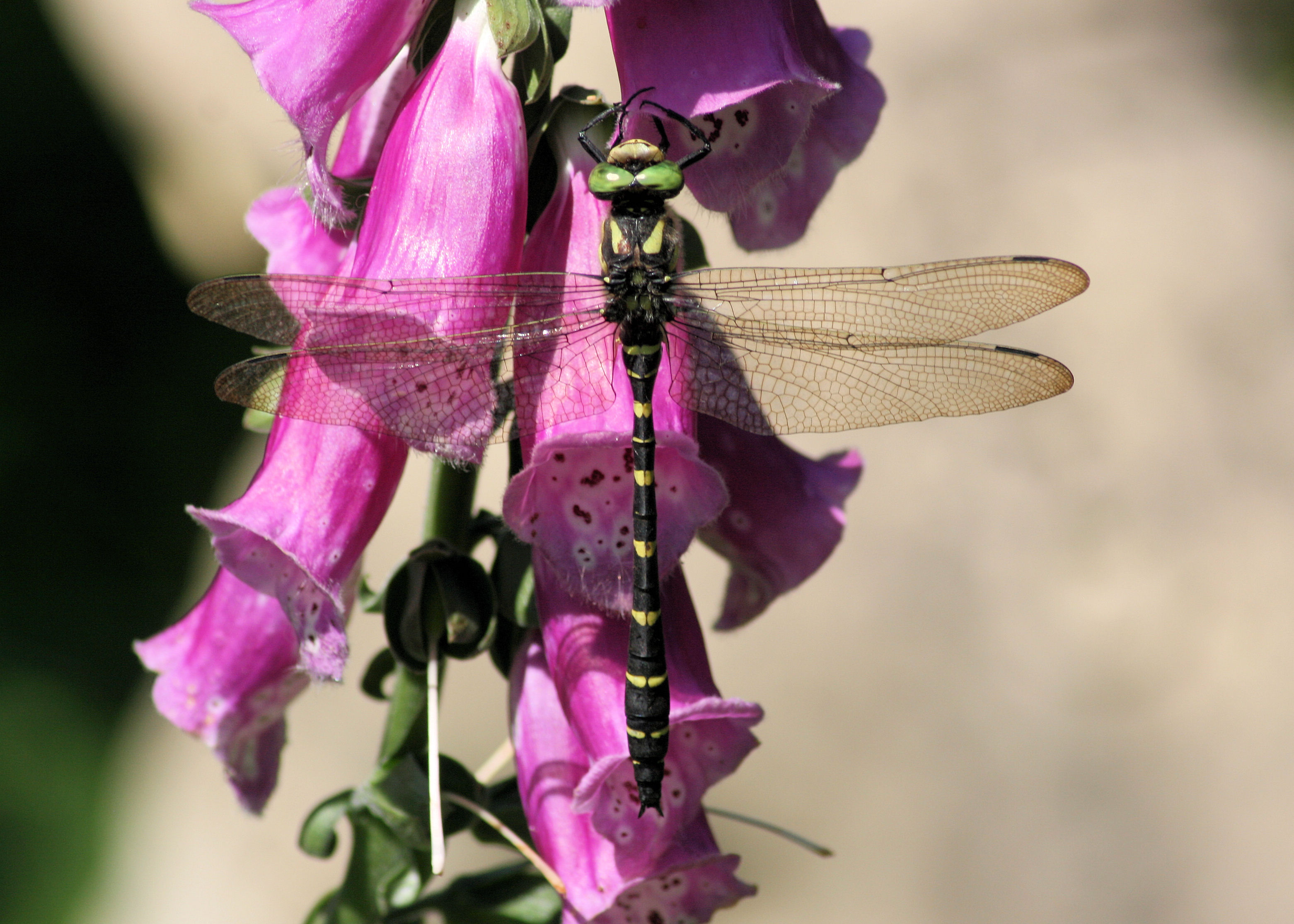
Felülről
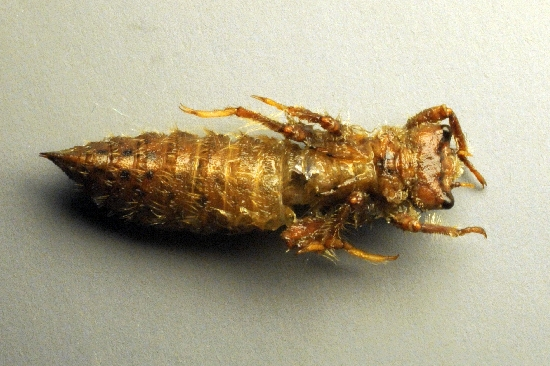
Levetett lárvabőr